# 584 Semiramis
584 Semiramis è un asteroide della fascia principale del diametro medio di circa 54,01 km. Scoperto nel 1906, presenta un'orbita caratterizzata da un semiasse maggiore pari a 2,3735885 UA e da un'eccentricità di 0,2329048, inclinata di 10,72769° rispetto all'eclittica.
Il suo nome fa riferimento alla mitica regina assira Semiramide.